# Gonodactylus
Gonodactylus is een geslacht van kreeftachtigen uit de klasse van de Malacostraca (hogere kreeftachtigen).

## Soorten
- Gonodactylus acutirostris de Man, 1898
- Gonodactylus botti Manning, 1975
- Gonodactylus childi Manning, 1971
- Gonodactylus chiragra (Fabricius, 1781)
- Gonodactylus platysoma Wood-Mason, 1895
- Gonodactylus smithii Pocock, 1893

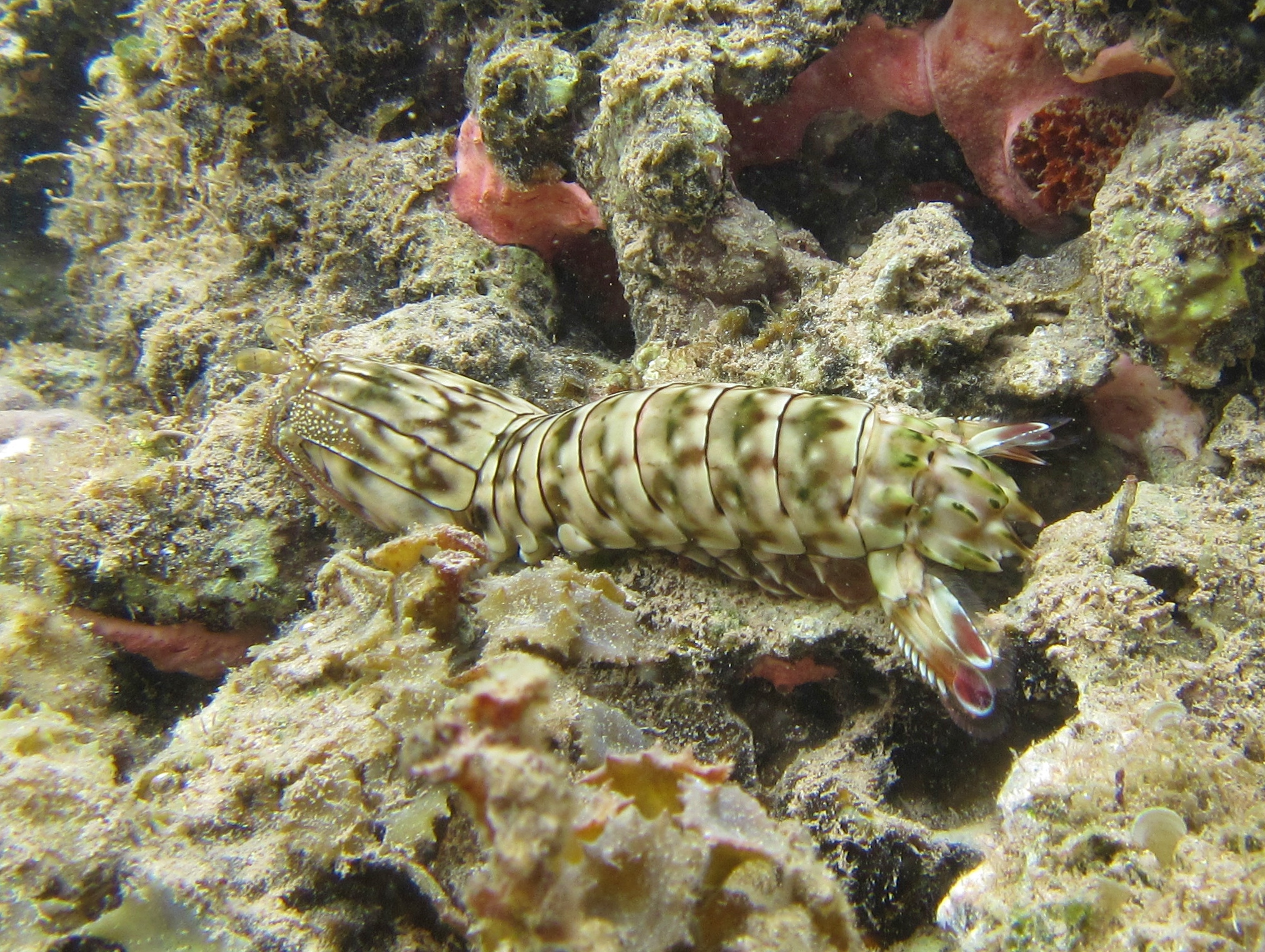
Gonodactylus chiragra
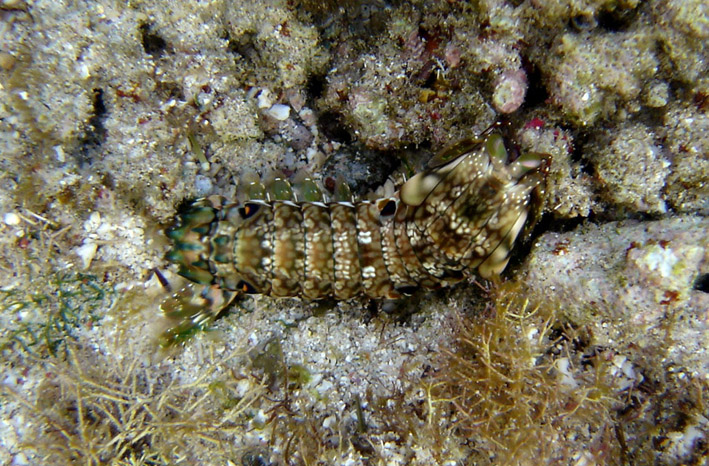
Gonodactylus platysoma